# 직교 라틴 방진
조합론에서 직교 라틴 방진(直交Latin方陣, 영어: Orthogonal Latin square)은 라틴 방진 2개를 겹쳤을 때 중복된 문자열이 존재하지 않는 정사각 행렬이다.

## 정의
같은 크기의 두 라틴 방진 {\displaystyle M}, {\displaystyle N}이 주어졌다고 하자. 만약 각 칸에서 두 라틴 방진의 성분이 각각 다른 순서쌍을 이룬다면, 즉 만약
{\displaystyle \forall i,j,i',j'\in \{1,2,\dotsc ,\}\colon (M_{ij},N_{ij})\neq (M_{i'j'},N_{i'j'})}
라면, {\displaystyle M}과 {\displaystyle N}이 서로 직교(直交, 영어: orthogonal)라고 하며,
{\displaystyle M\perp N}
으로 표기한다.
같은 크기의 라틴 방진의 집합 {\displaystyle {\mathcal {M}}}에 대하여, 만약 임의의 {\displaystyle M,N\in {\mathcal {M}}}에 대하여 {\displaystyle M\neq N}일 경우 {\displaystyle M\perp N}일 때, {\displaystyle {\mathcal {M}}}을 상호 직교 라틴 방진 집합(영어: set of mutually orthogonal Latin squares, 약자 MOLS)이라고 한다. 특히, 크기가 2인 상호 직교 라틴 방진 집합, 즉 직교하는 두 라틴 방진의 순서쌍 {\displaystyle (M,N)}을 직교 라틴 방진 (쌍)(直交Latin方陣順序雙, 영어: (pair of) orthogonal Latin square(s)) 또는 그레코라틴 방진(Greco-Latin方陣, 영어: Greco–Latin square)이라고 한다.

## 역사
프랑스의 수학자 자크 오자낭(프랑스어: Jacques Ozanam, 1640~1718)은 1694년에 각종 수학 퍼즐이 수록된 책을 출판하였다. 이후 오자낭의 사후 1778년에 장에티엔 몽튀클라(프랑스어: Jean-Étienne Montucla, 1725~1799)가 이를 편집하고 새 퍼즐들을 추가하여 재출판하였으며, 이 개정판에는 (제1판에 수록되지 않았던) 4×4 직교 라틴 방진에 해당하는 퍼즐이 수록되어 있다. 개정판 4권에 수록된 산수 퍼즐 29번은 플레잉카드의 4개의 슈트(◆, ♥, ♠, ♣)에 속하는, 숫자 대신 라틴 문자가 달린 카드(킹 K, 퀸 Q, 잭 J, 에이스 A)를 사용하여 직교 라틴 방진을 구성하는 것이었으며, 책에 수록된 해는 다음과 같다.
🃋🂱🂮🃝
🂭🃞🃁🂻
🃑🂫🂽🃎
🂾🃍🃛🂡
최석정(1646~1715)은 1710년~1715년 경 출판된 것으로 여겨지는 수학서 《구수략》에서 서로 직교인 9×9 라틴 방진 쌍 및 (서로 직교가 아닌) 두 개의 10×10 라틴 방진을 수록하였다. 최석정은 두 10×10 라틴 방진을 각각 백자자수음양착종도(白子子數陰陽錯綜圖) · 백자모수음양착종도(白子母數陰陽錯綜圖)라고 명명하였으며, 9×9 직교 라틴 방진을 구구모수변궁양도(九九母數變宮陽圖)라고 명명하였다.
레온하르트 오일러는 1779년에 집필되고 1782년에 출판된 논문에서, 만약 {\displaystyle n\not \equiv 2{\pmod {4}}}일 경우 서로 직교하는 {\displaystyle n\times n} 라틴 방진의 쌍이 존재함을 증명하였으며, 또한 이것이 직교하는 라틴 방진의 쌍이 존재할 필요 충분 조건일 것이라고 추측하였다.
“라틴 방진”이라는 용어는 레온하르트 오일러가 논문에서 이러한 조합론적 구조를 다룰 때, 알파벳의 원소를 (그리스 문자 대신) 라틴 문자로 표기한 것에서 유래하였다. 예를 들어 다음과 같은 꼴이다.
| a | b | c |
| c | a | b |
| b | c | a |
마찬가지로, “그레코라틴 방진”이라는 용어는 오일러가 두 라틴 방진의 원소를 각각 라틴 문자와 그리스 문자로 표기한 것에서 유래하였다. 예를 들어, 다음과 같은 꼴이다.
| aα | bγ | cβ |
| cγ | aβ | bα |
| bβ | cα | aγ |
이 논문에서 오일러는 다음과 같이 적었다.
| “ | §1. 매우 흥미로운 한 문제가 […] 내게 아래와 같은 연구를 개시할 동기를 부여하였다 […]. 이 문제는 36인의 장교에 대한 것이다. 이들은 6개의 서로 다른 계급을 가지며, 6개의 서로 다른 연대에 속한다. 이들은 정사각형의 모양으로 배열하여, 각 행과 각 열이 각각 6인의, 서로 다른 계급과 연대에 속하는 장교들로 구성되어야 한다. 이 문제에 많은 노력을 할애한 뒤, 나는 이러한 배열이 (비록 이를 엄밀히 증명할 수는 없지만) 절대로 불가능함을 인정한다. §2. 이 문제의 상태를 더 잘 설명하기 위하여, 나는 여섯 개의 연대를 각각 라틴 문자 a, b, c, d, e, f로 표시할 것이며, 여섯 개의 계급을 각각 그리스 문자 α, β, γ, δ, ε, ζ로 표시할 것이다. 즉, 각 장교의 특성은 두 개의 글자 — 라틴 글자 하나, 그리스 글자 하나 — 로 결정되며, 첫째는 연대, 둘째는 계급을 나타낸다. […] §1. Une question fort curieuſe […] m’a engagé à faire les recherches ſuivantes […]. Cette question rouloit ſur une asſemblée de 36 Officiers de ſix différens grades et tirès de ſix Régimens différens, qu’il ſ’agisſoit de ranger dans un quarré, de manière que ſur chaque ligne tant horizontale que verticale il ſe trouva ſix Officiers tant de différens caractères que de Régimens différens. Or après toutes les peines qu’on ſ’est donné pour reſoudre ce Probléme, on a été obligé de réconnoître, qu’un tel arrangement est abſolument imposſible, quoiqu’on ne puisſe pas en donner de demonſtration rigoureuſe. §2. Pour mieux expliquer l’étât de la question mentionée, je marquerai les ſix Régimens différens par les lettres latines a, b, c, d, e, f, et les ſix différens grades par les grecques α, β, γ, δ, ε, ζ, et il est clair que le Caractère de chaque Officier est déterminé par deux lettres, l’une latine, et l’autre grecque, dont la premiere marque ſon Régiment, et l’autre ſon grade […]. | ” |
|   | — :85–86, §§1–2 |   |

1901년에 프랑스의 수학자 가스통 타리(프랑스어: Gaston Tarry, 1843~1913)는 서로 직교하는 두 6×6 라틴 방진이 존재할 수 없음을 엄밀히 증명하여, 오일러의 추측의 일부를 확인하였다.
그러나 1959년에 라지 찬드라 보스와 샤라드찬드라 샨카르 슈리칸데(힌디어: शरदचंद्र शंकर श्रीखंडे, 영어: Sharadchandra Shankar Shrikhande)는 서로 직교하는 22×22 라틴 방진의 존재를 증명하였다. 곧 보스와 슈리칸데와 어니스트 틸던 파커(영어: Ernest Tilden Parker, 1926~1991)는 1960년에 10 이상의 모든 수에 대하여 오일러의 추측이 거짓임을 증명하였다.

## 같이 보기
- 블록 설계